# 东郊街道 (通辽市)
东郊街道，是中华人民共和国内蒙古自治区通辽市科尔沁区下辖的一个乡镇级行政单位。

## 行政区划
东郊街道下辖以下地区：
哲建社区、东方明珠社区、曙光社区和东升社区。